# John Wanamaker

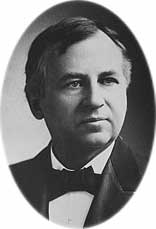
John Wanamaker

John Wanamaker (* 11. Juli 1838 in Philadelphia, Pennsylvania; † 12. Dezember 1922 ebenda) war ein US-amerikanischer Kaufmann. Er gilt als der Vater der modernen Werbung. Von 1889 bis 1893 war er der 35. Postminister der USA.

## Frühe Jahre
John Wanamaker besuchte bis 1852 die Landreth Public School in Philadelphia. Bald danach zog er mit seiner Familie nach Indiana, aber im Jahr 1856 kehrte sie nach Philadelphia zurück, und er wurde bei einem Bekleidungsgeschäft angestellt. Der junge Wanamaker war sehr strebsam, und bald wechselte er in der gleichen Branche in höher bezahlte Stellungen. Sein Ziel war es, ein reicher Kaufmann zu werden. Wanamaker trat auch dem Christlichen Verein Junger Menschen (CVJM) (engl. Young Men's Christian Association, YMCA) bei und wurde als deren Sekretär tätig. Für den Rest seines Lebens sollte er dieser Organisation verbunden bleiben. Beim Ausbruch des Amerikanischen Bürgerkriegs wollte er in die Armee eintreten, wurde aber aus gesundheitlichen Gründen abgelehnt. Stattdessen gründete er die sogenannte Christian Commission, die sich um verwundete Soldaten beider Seiten kümmerte.

## Geschäftlicher Aufstieg

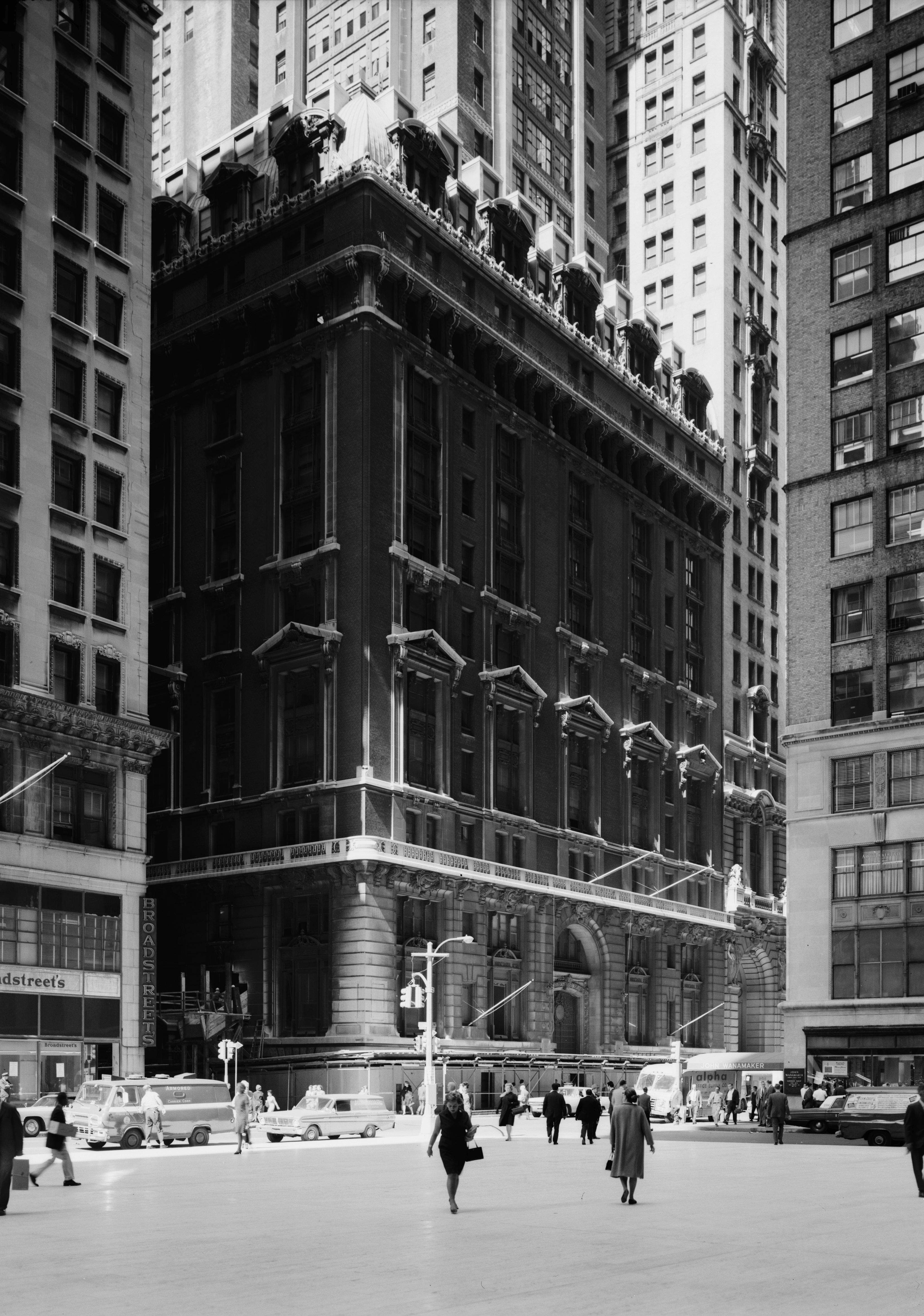
Geschäftsstelle John Wanamakers (unten rechts im Bild) beim Singer Building in New York

Neben diesen Aktivitäten eröffnete Wanamaker am 8. April 1861 ein eigenes, noch kleines Bekleidungsgeschäft in Philadelphia. Das Geschäft entwickelte sich zunächst eher schleppend, aber innerhalb weniger Jahre entstand daraus das größte Geschäft seiner Art in den Vereinigten Staaten. Wanamaker führte neue Werbemethoden ein und bot erstmals die Möglichkeit zur Rückgabe von Waren bei gleichzeitiger Preiserstattung an. Im Jahr 1875 erweiterte er sein Geschäft um eine weitere Verkaufsstelle. Er bot immer mehr Bekleidungsartikel und dann auch Haushaltswaren an. Er untergliederte seine Läden in verschiedene Abteilungen (Departments). Dadurch entstand der Begriff „Department Store“. Bald wurde Wanamaker einer der führenden Kaufleute in den USA, wenn nicht weltweit. Im Laufe der Jahre weitete er sein Unternehmen auf immer mehr Städte aus. Im Jahr 1896 eröffnete er sein erstes Geschäft in New York City.
Als die Searchmont Motor Company, ein Automobilhersteller aus Philadelphia, 1903 in finanzielle Schwierigkeiten geriet, übernahm John Wanamaker den gesamten Neuwagenbestand von rund 100 Exemplaren. Bei einem Listenpreis zwischen US$ 2000 und 2250 bezahlte er nur je US$ 750 und verkaufte sie in seinen Niederlassungen in Philadelphia und New York City problemlos für US$ 1200,–. Einen dieser Wagen kaufte Charles Yale Knight und versah ihn später mit dem ersten seiner Schiebermotoren eigener Konstruktion. Diese beiden Warenhäuser führten zu Beginn des 20. Jahrhunderts auch Automobilvertretungen für Studebaker, Cadillac und den französischen De Dion-Bouton.
Bald wagte er auch den Sprung nach Europa, wo er in London und Paris ebenfalls Geschäfte eröffnete. Wanamaker verdankte seinen Aufstieg einerseits seinem Ehrgeiz und seiner Energie, andererseits seinem Werbekonzept. Seine Angestellten genossen damals bereits Vorteile wie Krankenfürsorge, Rentenansprüche und Gewinnbeteiligungen, lange bevor das allgemeine Praxis werden sollte.
Im Jahr 1909 erwarb John Wanamaker eine Orgel, die zuvor für die Louisiana Purchase Exposition gebaut worden war. Er ließ diese Orgel im Grand Court seines neuen Geschäftes in Philadelphia aufstellen, wo sie mehrfach erweitert wurde und heute als größte spielbare Orgel der Welt gilt. Die Orgel wird als Wanamaker Organ bezeichnet, siehe Orgel des Wanamaker Department Store (Philadelphia). In sein Privathaus ließ er eine Welte-Philharmonie-Orgel einbauen.

## Postminister der Vereinigten Staaten
Im Jahr 1889 wurde Wanamaker von Präsident Benjamin Harrison zum neuen Postminister der USA ernannt. In dieser Eigenschaft setzte er 1890 ein Gesetz durch, das die postalische Zustellung von Lotteriescheinen untersagte. Das bedeutete das praktische Aus für die damals oftmals korrupten staatlichen Lotteriegesellschaften. Einige seiner Entscheidungen waren aber umstritten. So wurden in seiner vierjährigen Amtszeit etwa 30.000 Postangestellte entlassen und durch Parteigänger ersetzt (spoil system). Auch die enge Zusammenarbeit zwischen dem Postministerium und dem Wanamaker-Geschäftsimperium war nicht unumstritten.

## Weiterer Lebenslauf
Nach seiner Zeit als Postminister setzte er seine geschäftliche Laufbahn fort. Bei seinem Tod wurde sein Vermögen auf über 100 Millionen Dollar geschätzt, für die damalige Zeit eine enorme Summe. Dieses Vermögen wurde nach seinem Tod unter den drei überlebenden Kindern aufgeteilt. Im Jahr 1912 war Wanamaker Delegierter auf der Republican National Convention. Damals war er als Kandidat für die Vizepräsidentschaft im Gespräch. Wanamaker unterstützte auch Kirchengemeinden, soziale Einrichtungen und Schulen.